# FIFA Champion's Badge
FIFA チャンピオンズ・バッジ（FIFA ―, 英語: FIFA Champion's Badge）は、国際サッカー連盟（FIFA）が主催するオープンカテゴリー選手権大会の優勝チームに対し、国際サッカー連盟から贈られるチャンピオン・エンブレムなのである。

## 解説
国際サッカー連盟では、オープンカテゴリー国際選手権大会として男子のFIFAワールドカップ、FIFAフットサルワールドカップ、FIFAクラブワールドカップ、女子のFIFA女子ワールドカップを主催しているが、そのチャンピオンネーション及びチャンピオンクラブに対してチャンピオンの証明であるエンブレムを贈呈している。
チャンピオンズ・バッジがFIFAに於いて制定されたのは2008年で、前年のFIFAクラブワールドカップ2017に優勝したACミラン（イタリア）に対してその栄誉を讚えてFIFAがチャンピオンズ・バッジを贈呈したのが第1号である。
FIFAではクラブワールドカップのチャンピオンズ・バッジ制定を受けてFIFAワールドカップ優勝国にも対象を拡大することを決定し、2008年に2006 FIFAワールドカップ優勝国のイタリアに対して贈与している。
また2007 FIFA女子ワールドカップ優勝国であるドイツに対しては2009年に当時の国際サッカー連盟会長であったゼップ・ブラッターから授与された。
FIFAフットサルワールドカップに於いては、2012 FIFAフットサルワールドカップから対象となった。
なお、FIFAチャンピオンズ・バッジを授与されたネーション或いはクラブは、優勝した大会からその次回大会までの間、試合用ジャージに貼付して公式試合を戦うことが許されている。

## チャンピオンズ・バッジを授与されたネーション

### FIFAワールドカップ（男子）
| 年   | ネーション   |
| ---- | ------------ |
| 2006 | イタリア     |
| 2010 | スペイン     |
| 2014 | ドイツ       |
| 2018 | フランス     |
| 2022 | アルゼンチン |

### FIFAワールドカップ（女子）
| 年   | ネーション     |
| ---- | -------------- |
| 2007 | ドイツ         |
| 2011 | 日本           |
| 2015 | アメリカ合衆国 |
| 2019 | アメリカ合衆国 |
| 2023 | スペイン       |

### FIFAフットサルワールドカップ（男子）
| 年   | ネーション   |
| ---- | ------------ |
| 2012 | ブラジル     |
| 2016 | アルゼンチン |
| 2021 | ポルトガル   |

## チャンピオンズ・バッジを授与されたクラブ
| 年   | クラブ                       |
| ---- | ---------------------------- |
| 2007 | ミラン                       |
| 2008 | マンチェスター・ユナイテッド |
| 2009 | バルセロナ                   |
| 2010 | インテル                     |
| 2011 | バルセロナ                   |
| 2012 | コリンチャンス               |
| 2013 | バイエルン・ミュンヘン       |
| 2014 | レアル・マドリード           |
| 2015 | バルセロナ                   |
| 2016 | レアル・マドリード           |
| 2017 | レアル・マドリード           |
| 2018 | レアル・マドリード           |
| 2019 | リヴァプール                 |
| 2020 | バイエルン・ミュンヘン       |
| 2021 | チェルシー                   |
| 2022 | レアル・マドリード           |